# Барабанный переулок
Бараба́нный переу́лок — переулок на востоке Москвы в районе Соколиная Гора между Большой и Малой Семёновскими улицами.

## Происхождение названия
Название возникло в XVIII веке. Здесь был размещён Семёновский полк. Видимо, его барабанщики, отбивавшие «зори», способствовали такому наименованию переулка (как в песне Б. Окуджавы «В Барабанном переулке барабанщики живут…»). Ранее был известен как Медовый переулок: возможно, здесь была медоварня.

## Описание

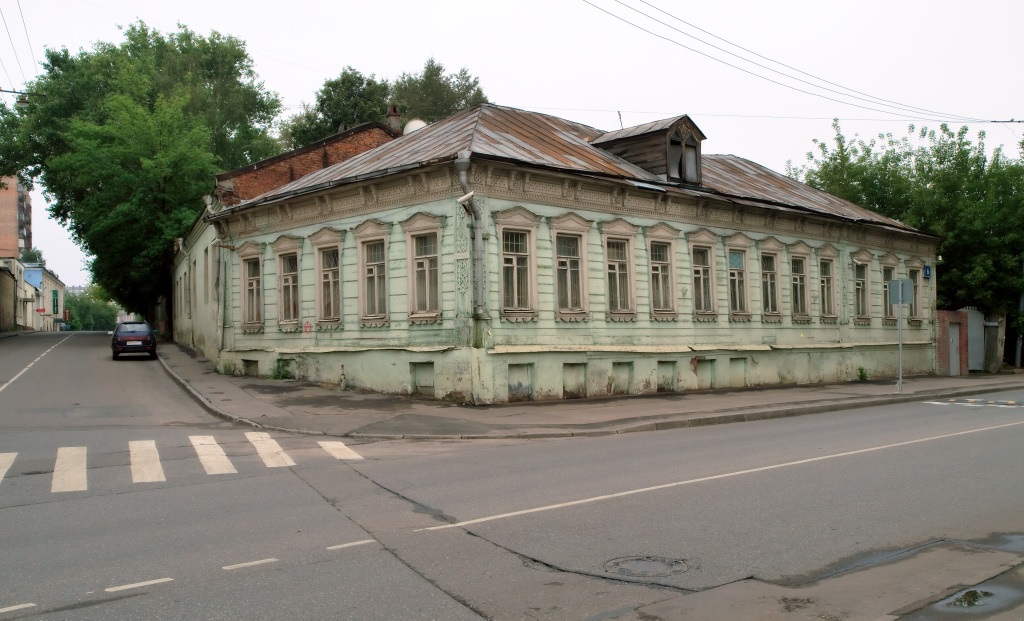
Угол Барабанного переулка и Малой Семёновской.

Барабанный переулок соединяет Большую и Малую Семёновские улицы. Справа к нему примыкает Верхний Журавлёв переулок.

## Транспорт
По переулку маршруты наземного транспорта не проходят. Ближайшие остановки расположены на Большой Семёновской улице, где проходят автобусы м3, м3к, 59, 86, 552, т22, т32, т88, н3.
C 22 декабря 2015 года движение транспорта по Барабанному переулку стало односторонним в направлении от Малой Семёновской улице в сторону Большой Семёновской улицы.

## В литературе
Булат Окуджава, «В Барабанном переулке» (1961):
В Барабанном переулке 

                  барабанщики живут. 

Поутру они как встанут,

                  барабаны как возьмут, 

как ударят в барабаны,

                  двери настежь отворя… 

Где же, где же, барабанщик,

                  барабанщица твоя?

В Барабанном переулке

                  барабанщиц нет, хоть плачь. 

Лишь грохочут барабаны

                  ненасытные, хоть прячь. 

То ли утренние зори,

                  то ль вечерняя заря…

Где же, где же, барабанщик,

                  барабанщица твоя?

…